# Raión de Zangilán
Zangilán (en azerí: Zəngilan) es uno de los cincuenta y nueve rayones en los que subdivide políticamente la República de Azerbaiyán. La capital es la ciudad de Zangilán.

## Historia
Desde el 29 de octubre del 1993, la región de Zangilán de Azerbaiyán, fue controlada por las Fuerzas Armadas de Armenia
El 20 de octubre de 2020 los pueblos de Havali, Zarnali, Mammadbeyli, Hakari, Sharifan, Muganli y ciudad de Zangilán de la región de Zangilán pasaron a estar bajo el control de las Fuerzas Armadas de Azerbaiyán.
En abril de 2021 se celebró la ceremonia de fundación del aeropuerto internacional de Zangilán. La construcción podrá terminar en 2022. OACI: UBBZ

## Territorio y población
Comprende una superficie de 707 kilómetros cuadrados, con una población de 33 900 personas, resultando una densidad poblacional de 47,9 habitantes por kilómetro cuadrado.

## Economía
La región está dedicada a la agricultura, destacándose el cultivo de tabaco, patatas, frutas y cereales. También hay bodegas e industrias lácteas. La línea de ferrocarril a través del distrito, que une Bakú y Najicheván, se encuentra fuera de operación desde la ocupación extranjera.